# Persephonaster suluensis
Persephonaster suluensis är en sjöstjärneart som beskrevs av Fisher 1913. Persephonaster suluensis ingår i släktet Persephonaster och familjen kamsjöstjärnor. Inga underarter finns listade i Catalogue of Life.